# Pierre-Henri Raphanel

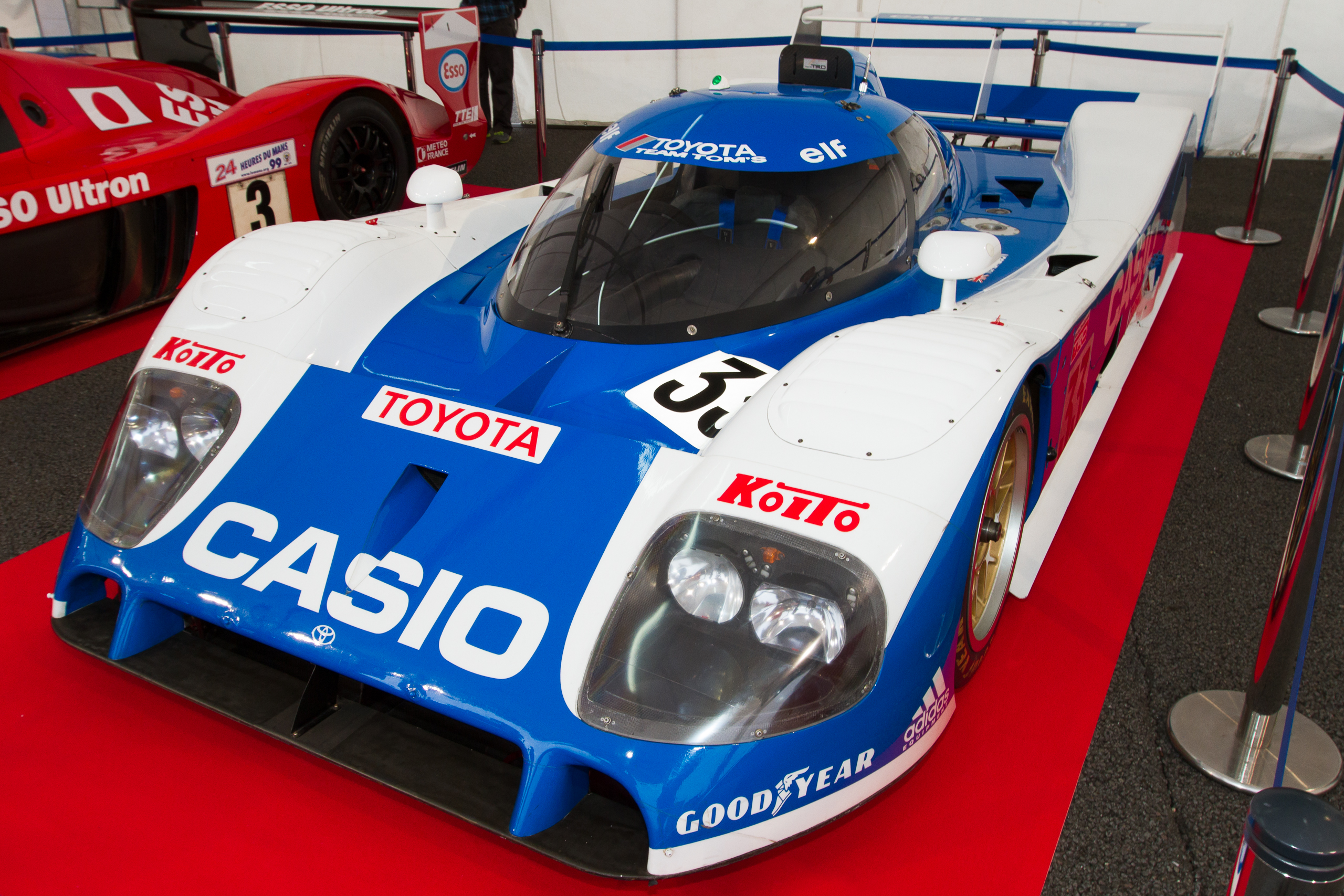
Toyota TS010 con el que fue segundo en las 24 Horas de Le Mans de 1992.

Pierre-Henri Raphanel (Argelia, 27 de mayo de 1961) es un expiloto de automovilismo francés. En Fórmula 1 disputó 17 Grandes Premios, clasificándose a uno. En las 24 Horas de Le Mans obtuvo tres podios en la general y una victoria en clase.

## Resultados

### Fórmula 1
(Clave) (negrita indica pole position) (cursiva indica vuelta rápida)

| Año         | Escudería         | 1        | 2        | 3       | 4        | 5        | 6        | 7        | 8        | 9        | 10       | 11      | 12      | 13      | 14      | 15      | 16      | Pos. | Puntos |
| ----------- | ----------------- | -------- | -------- | ------- | -------- | -------- | -------- | -------- | -------- | -------- | -------- | ------- | ------- | ------- | ------- | ------- | ------- | ---- | ------ |
| 1988        | Larrousse Calmels | BRA      | SMR      | MON     | MEX      | CAN      | USE      | FRA      | GBR      | GER      | HUN      | BEL     | ITA     | POR     | ESP     | JPN     | AUS DNQ | NC   | 0      |
| 1989        | Coloni SpA        | BRA DNPQ | SMR DNPQ | MON Ret | MEX DNPQ | USA DNPQ | CAN DNPQ | FRA DNPQ | GBR DNPQ | GER DNPQ | HUN DNPQ |         |         |         |         |         |         | NC   | 0      |
| 1989        | Rial Racing       |          |          |         |          |          |          |          |          |          |          | BEL DNQ | ITA DNQ | POR DNQ | ESP DNQ | JPN DNQ | AUS DNQ | NC   | 0      |
| Referencia: |                   |          |          |         |          |          |          |          |          |          |          |         |         |         |         |         |         |      |        |